# Ligia saipanensis
Ligia saipanensis is een pissebed uit de familie Ligiidae. De wetenschappelijke naam van de soort is voor het eerst geldig gepubliceerd in 2001 door Nunomura.